# 猫ラーメン
『猫ラーメン』（ねこラーメン）は、そにしけんじの4コマ漫画、およびそのアニメ化作品である。『コミックブレイドMASAMUNE』（マッグガーデン）の休刊後『月刊コミックブレイド』に移籍。同誌にて連載していた「猫ラーメンの猫カレー」は、引き続き連載。本編の他、4コマではない「ショートコミックスペシャル」が併せて掲載されることが何度かあった。
『月刊コミックガーデン』2017年3月号から、タイトルを新たに『新装開店！猫ラーメン』にして連載が復活。同作は毎月30日更新でウェブコミックサイト『MAGCOMI』に遅れて無料公開されている。
またスピンオフ作品として、大将の過去を描いた「猫ラーメン物語 子猫のトーマス」が無料ウェブコミック誌『EDEN』（マッグガーデン）にて2011年7月22日より連載されていた。

## あらすじ
サラリーマンの田中さんがある日入ったラーメン屋は、猫が作る「猫ラーメン」だった。人間語を話し「大将」と呼ばれる猫の店主と、田中さんとの珍妙なやりとりが展開される。

## 登場人物

### 主要人物
ウィリアム・トーマス・ジェファーソン3世
2月22日生まれのA型。東京下町出身。趣味はネット通販とテレビショッピング。猫（アメリカンショートヘア）。本名が長いため、「大将」と呼ばれることが多い。
モデルをやっていた父親と同じ道を歩むため、幼い頃からモデルをやっていたが、それが嫌になり飛び出す。その後、寿司職人や医者・教習所教官やスポーツ選手・作家などの職に就くも長続きすることはなかった。
路頭に迷っていたところ、あるラーメン屋の屋台の店主に一杯のラーメンをもらい、その恩からその屋台を手伝うようになる。その後、その味が認められ、屋台を譲り受けることとなる。
屋台時代は、野良犬にからまれたり、恋人と別れたり、ライバルと競いあうなどの経過の中、丸越デパートからの声がかかるほどまで腕を上げていく。その後、怪我をして動けない猫にラーメンを食べさせるために猫の舌にあった麺である猫麺を鈴木とともに作り上げる。12人くらい弟がいる。特注のソフトコンタクトレンズを使用しているが、第10話「自然」ではメガネ姿で登場している。
田中 康一（たなか こういち）
4月15日生まれ（おひつじ座）の25歳。A型。神奈川県出身。趣味は、音楽鑑賞とテニス（大学時代はテニスサークルに所属していた）。職業は大手家電メーカーの営業マン（役職は特にない）都内のワンルームマンションで一人暮らしをしている。どうしても大将の事が気になってしまい、猫ラーメンに足を運んでいる。

### 猫ラーメン関係者
ミー子
通称「ミーちゃん」。猫ラーメンのバイト。猫（雑種）。男を作って出て行ってしまうが、後に戻ってくる。
たまみ
店によくいる三毛猫（バイトなのかどうかは不明）。
2号店の人
始めはバイトであったが、その後、2号店の店主となる。27歳。9月17日生まれ（おとめ座）のO型。宮崎県出身。
2号店は最初こそラーメンのみであったが、後に雑貨店やレンタルビデオ屋を兼ねるようになっていく。
好きなスポーツはバドミントン（国体出場経験あり）。
榎 茂（えのき しげる）
通称「しげちゃん」。猫ラーメンのバイト。大成という息子がいる。よく店の金を盗むが（店の物をすべて盗み、質屋に50円で売ったことがある）、彼のおかげで店が強盗の脅威から救われたこともある。仕事が見つかり店を辞めるが、その後、2号店のアウトレットで発見される。
徳井 健吾（とくい けんご）
通称「徳さん」。猫ラーメンのバイト。榎の代わりに入ってくる。時給は牛乳であり、老人会の知り合いを連れてくるなどの働きをみせる。双子の兄弟に、いつも不機嫌な「卓さん」がいる。
ピエール
猫ラーメンのバイト。詳しくは後述。
吉田（よしだ）
猫ラーメンのバイト。バイト中は店を仕切り続けていたが、辞めて仕事を独立した。
ミミー
猫ラーメンのバイト。猫。ミー子の娘。
雨宮 辰夫（あめみや たつお）
通称「たっち」。猫ラーメンの従業員。老け顔で5歳から幼稚園の父兄に間違えられ、その威圧的な顔で高校では他校からも恐れられる番長になる。しかし、「おじさん顔」と好きな女の子に言われて失意の中、大将に「ボウズ」と呼ばれラーメンをご馳走になり、大将の男気に惚れて10年かけて高校を卒業し、従業員となる。頭が悪いのが欠点。

### 丸越デパート関係者
丸越 英一郎（まるこし えいいちろう）
丸越デパートオーナー。
丸越 源三郎（まるこし げんざぶろう）
丸越デパート会長。

### 大将の家族
マーガレット・ビクトリアン・ローズ
大将の母親。5月3日生まれのA型（?）。アメリカ本土出身。特技は料理（とくにカレーが得意）。趣味は片付け。
ウィリアム・トーマス・ジェファーソン2世
大将の父親。11月11日生まれのA型。アメリカ本土出身。スーパーキャットモデル。趣味はクルージングとグルーミング。プライドが高く、大将を跡継ぎにしようと厳しくする。
ウィリアム・トーマス・ジェファーソン2世の父
大将の祖父。カリフォルニア州在住。全米チャンピオン。
ウィリアム・トーマス・ジェファーソン2世の母
大将の祖母。カリフォルニア州在住。全米チャンピオン。
パトリシア・ビクトリアン・ローズ
大将の妹。母親似のしっかり者で、大将と仲が良い。

### 大将のライバル
太田 左文（おおた さもん）
36歳。九州ラーメン屋台店主。大将に汚い手を使ってくる。
犬ラーメン店長
大将と屋台で競い合うが、窮地に陥った大将を助ける一面も。

#### フレンチ関係者
ピエール
猫ラーメンのバイト（猫ラーメンの味を盗むため）。元フレンチのヘッドシェフ。
パリス品川
27歳。フレンチ出身。

### 大将の知人
ミキと五郎（ごろう）
ピアニストとその飼い猫。大将の恋人であったが、イギリスへ行くこととなり、離れることになる。
鈴木（すずき）
大将に頼まれ、猫麺（かつお節と牛乳を練り込んだ麺）を開発する。

### 田中の知人
池沢 麻利子（いけざわ まりこ）
田中の同僚。21歳。10月28日生まれのB型。横浜出身。英語やフランス語などを話せる。犬派のためか、大将とはあわない。
課長
田中の上司。猫好き。
ワッシー
田中の同僚。猫好きで、大将とラーメンが気に入り、大将が迷惑がるも常連となる。実家は資産家で、パトリシアの飼い主である。

### 田中の家族
田中の父
田中の父親。ラーメン屋をはじめるため、大将に弟子入りする。
田中の母
田中の母親。カレー屋を出したかったため、夫とともに大将に弟子入りする。

## 猫ラーメン
店主が猫という一風変わったラーメン屋。土日はブッフェ形式にしている（回転寿司のような回転ラーメン形式にしたこともある）。ネット通販やグッズ販売なども行っている。

### メニュー
- 基本的に麺は、猫麺と呼ばれるものを使用している（普通の麺の中に鰹節と牛乳を煉り込んでいる）。なお、屋台時代は普通の麺を使用していた。
- 麺の太さは選べるようになっている（麺の固さや味の濃さなども選択できるようになっている）。
- 上に何か乗せるというサービスもある（一時期はトッピングも選べるようになっていた）。
- 300円プラスすると、サラダバーとスープバーを利用できる。

しょうゆラーメン
700円。「猫ラーメン（しょうゆ）」と表記されることもある。旭川しょうゆ系。
一時期は、ランチタイムにおにぎりをつけていたが、コーヒーをつけるサービスに変更された。
セルフラーメン
500円。安いが、自分で作らなければならない。
ハーフ&ハーフ
しょうゆラーメンとみそラーメンが混ざり合ったラーメン。
ジャンボラーメン
30分以内に食べ上げるとタダになる。丼の大きさはそこまででもないが、実はナルトがジャンボ、しかも二枚入り。
お土産ラーメン
800円。土産用のインスタントラーメン。
ダイエットラーメン
カロリー半分のラーメン（薄めただけの普通のラーメン）。
カロリー0ラーメン
カロリー0のラーメン（お湯だけ）。
昆虫王者ヘラクレスしょうゆラーメン
1200円。おまけとしてラーメンカードがついてくる。
チャーシューメン
800円。
ちょい不良ラーメン
780円。ちょっと大人の味。

しおラーメン
700円。「猫ラーメン（しお）」と表記されることもある。
みそラーメン
750円。カード化されたこともあり、「猫ラーメン（みそ）」と表記されることもある。
チキンラーメン
800円。インスタントラーメン。
店主のまかないラーメン
グルメ評論家に絶賛される（トッピングは猫缶）。
店主のまかないラーメン2
新たなまかないラーメン（トッピングは「キャットグードライ」）。
冷やし中華
途中、冷麺へと名前が変わる。普通のラーメンに氷を大量に入れた一品。
石焼きラーメン
1000円。豪快なラーメン。
味以外の種類
味は、上記の「しょうゆ」「みそ」「しお」などから選べる。
ラブラブラーメン
大将考案のラーメン。どんぶり二杯分のボリュームがあり、麺が一本につながっている。
びっくりラーメン
1000円。驚きのラーメン。大将が目隠しをして作るためにどんなラーメンができるか分からず、大将がびっくりする事からこの名前が付いている。
ラーメンヒヨコ
800円。ラーメンのおまけにヒヨコがついたもの。
お誕生日ラーメン
年齢の数だけろうそくとラーメンがついてくる。

きつねうどん
750円。
コーヒー
ランチタイムのサービスメニュー。後に、コーヒーメーカーを買い、カフェの構想をふくらませる。

#### 世界のラーメンフェア
ドイツラーメン
ビール入りのラーメン。
イタリアラーメン
麺がパスタ。
インドラーメン
ナンが入っている。

#### セットメニュー・コースメニュー
半チャンラーメンセット
半チャーハンとラーメンのセット。
おトクなラーメンセット
800円。ミニラーメンがついてくる。
Aコース
フランスパンや肉料理とみそラーメンのあるコース。

#### 廃止メニュー
おにぎり
ランチタイムのサービスメニュー。
餃子
300円。
きつねラーメン
ラーメンに油揚げがのったもの。

#### 開発メニュー
開発途中で開発を断念したものも含まれている。
以下のほか、足湯ラーメンなども存在した。
ラーメン湯
そば湯からアイデアを出したもの。
激辛ラーメン
唐辛子を大量に乗せたラーメン。
デザートラーメン
いちごやミルクの入ったラーメン。
キシリトールラーメン
キシリトール入りのラーメン。
ラーメンパン
ヤキソバパンのラーメン版。

### コーナー
2号店のように兼ねることはないが、たまに特別コーナーが設置されている。
みきり品コーナー
ラーメンの売れ残りを売るコーナー。
バリアフリーコーナー
コタツで休むことができるコーナー。
動物ふれあいコーナー
ウサギやハムスターやヒヨコといった動物たちと触れ合える。
レンタルスペース
コーナーの場所の有料貸し出し。
スピリチュアルコーナー
占いのコーナー。あたることから、結構人気が出る。
スピリチュアルカウンセリングコーナー
カウンセリングのコーナー。
スピリチュアル開運グッズコーナー。
グッズ販売のコーナー。
スピリチュアルライブラリーコーナー
ライブラリー（書籍販売）のコーナー。

キッズコーナー
食べる間、子供を見ておくコーナー。

## 猫ラーメン2号店
猫ラーメンの2号店。
NEKO RAMEN
雑貨店を兼ねた店。女性などに人気があった。
猫ラーメンHILLS
勝ち組向けの高級料理店。700円のラーメンが1万円になっていた。
キャット・ビデオ
レンタルビデオ屋。大将は漫画喫茶にするように言っていた。
猫ラーメンアウトレット
アウトレットではあるが大繁盛している。商品は1号店からもらっている。榎茂なども通っている。
ケータイショップ猫ラーメン
ケータイとラーメンのお店。なお、2号店店主は混乱していた。

## 猫カレー
日本人は、ラーメンの4倍はカレーを食べているということで試しにやってみた店。猫ラーメンとは別の店舗で行っている。本業のあいまにやっている店なので、客がいても、かまわず本業に戻ることもある。ワッシーの実家がスポンサーになっている。

### メニュー
ご飯のおかわりはプラス300円。福神漬けなどもついている（もやしやねぎなどの薬味もある）。辛さも選べるようになっている。カレーのおかわりはプラス600円
カレー
600円。
本格カレー
1000円。
カツカレー
トンカツののったカレー。
ジャンボカツカレー
ご飯が巨大なカツカレー。

タイ風グリーンカレー
1200円。抹茶を混ぜたグリーンカレー。
カレーパン
猫カレーのカレーパン。

### 猫ケーキ
猫カレーの店舗で、大将が一時的にはじめたケーキ屋。

### 猫カレーケーキ
田中の案でできたカレーケーキの店。

#### メニュー
カツカレーケーキ
カツカレーのケーキ。
ビーフカレーケーキ
ビーフカレーのケーキ。

## テレビアニメ
ショートDEアニメ魂の中の短編アニメとして放送。1話2分30秒、全13話のFLASHアニメーション。各話ごとに新鋭のクリエイターを起用した競作となっており、それぞれの作家の個性が出た異なる作風となっている。第2弾として前作と同じ1話2分30秒、全13話のFLASHアニメーションとして『猫ラーメン〜俺の醤油味〜』が製作された。主題歌やキャストは前作と同じ。
2007年6月22日より、GyaOにおいて、毎週金曜に3話分（最終配信分のみ4話分）を配信した。また、8・9月に、AT-XのCM枠内で放送されている。2008年11月14日からはアニメ魂を放送していたBS朝日のブロスタ.TVの中で2話連続で放送。

### 声の出演
- 大将：中川里江
- 田中さん：山田敦史
- 新人バイト：岩崎匡浩
- しげさん：小嶋一成

### スタッフ
- 原作：そにしけんじ（「コミックブレイドMASAMUNE」連載/マッグガーデン刊）
- プロデューサー：立石茂（マッグガーデン）、藤野裕子（同）、海瀬裕次（シンク）、草壁匠（同）
- 音響監督：菊池晃一
- 効果演出：スワラプロ
- 調整技術スタジオ：スリーエススタジオ
- 制作担当：森下絵里
- 音響制作：マルチックアイ
- 企画協力：飯田義弘（「コミックブレイドMASAMUNE」編集部）
- 監督・アニメーション制作：春日森春木(#1,#12)、小原藍(#2,#9)、森井ケンシロウ(#3,#10)、カギ(#4)、池ヶ谷愛、山崎頼子、他
- アニメーションプロデュース：株式会社シンク
- 製作：マッグガーデン
- 著作権表記：(C)そにしけんじ／マッグガーデン・猫ラーメン本舗

### 主題歌
「キミは大将!!」
作詞・作曲・歌：たなかかつみ

## 実写映画
『猫ラーメン大将』（ねこラーメンたいしょう）として河崎実監督で制作され、関東地方では2008年11月29日公開、近畿地方では2009年4月4日公開。
主役の「大将」以下、猫役には操り人形の一種・ギニョールを使用している。大将（声）役の古谷徹とその父である将軍（声）役の加藤精三というキャスティングについては、『巨人の星』ファンである河崎実の意向が働いている（二人はアニメ『巨人の星』で親子役で共演している）。
2009年5月29日DVD（特別版・通常版）発売。

### あらすじ（実写映画）
CMに引っ張りだこのスーパーキャットモデルであった父（ウィリアム・トーマス・ジェファーソン2世）の元で生まれ育った大将（ウィリアム・トーマス・ジェファーソン3世）は、当然のように父と同じ道を歩まされる。だが、父のスパルタ教育に耐えられなくなった大将は、ついに家出をしてしまう。その後は様々な職を転々とするもどれも続かず、終いには空腹に耐えかねて橋の上から身を投げ出して自殺しようとする。だが、そこで偶然通りかかったラーメン屋のおやじと出会い、その店のラーメンを食べさせてもらったことで大将はその美味さに感激し、心を入れ替えてそのおやじの店で修行に励むようになる。
やがて大将は日本一のラーメン屋目指して独立し、「猫ラーメン大将」という自分の店を構えるようになる。「猫が作るラーメン屋」としてマスコミにも取り上げられるなど評判となったが、ある日突如店のそばで同じく猫が作るラーメン屋「本家猫ラーメン将軍」が現れる。味の美味さ・パフォーマンスが話題となり、大将の店はみるみるお客を奪われる。そんなライバル店の店主は何と、かつてスーパーキャットモデルとしてもてはやされた、大将の父であった...。
暫くして、父の店は繁盛につぐ大繁盛、一方で大将の店は閑古鳥が鳴く、という状況に陥る。そんなある日、とあるテレビ局が「猫ラーメン対決」なる特番の企画を持ちかける。大将は自らの店を再び繁盛させるため、父を倒して存在感をアピールせねばならない。一方で父は息子に引導を渡そうと企む。こうして二人（?）の対決が始まる。
勝負の日まで一週間、大将は極上のラーメンを完成させるべく、全国を行脚して最高の食材をかき集めた。だが、それでも納得のいくラーメンができない。失意の大将の前に、かつての恩人・ラーメン屋のおやじが現れ、おやじは再び大将にラーメンを食べさせる。そのラーメンを食べた大将は気づいたのだった、自分が求めていたラーメンとは何か、を...。
そしていよいよ勝負の日がきた。大将は父に勝つことができるのであろうか...?

### キャスト
- 大将=ウィリアム・トーマス・ジェファーソン3世（声）：古谷徹
- 将軍=ウィリアム・トーマス・ジェファーソン2世（声）：加藤精三
- 田中康一：加藤和樹
- ミキ：紗綾
- まりこ：長澤奈央
- ラーメン屋のおやじ：黒沢年雄
  - 黒沢自身のセリフは少ないが、作中で自身のヒット曲「時には娼婦のように」の替え歌「時には醤油（味）のように」を熱唱する。
- 特番の司会者：なべやかん、黒木マリナ（カメオ出演）
- 特別出演：たま駅長、かりん、くりん

## 書誌情報等

### 単行本
マッグガーデンより「ブレイドコミックス」として刊行されている。
- 猫ラーメン
  - 第1巻（2006年6月9日発売 2006年7月9日初版発行） ISBN 978-4-86127-279-0
  - 第2巻（2007年5月10日発売 2007年6月10日初版発行） ISBN 978-4-86127-386-5
  - 第3巻（2008年6月10日初版発行）ISBN 978-4-86127-502-9
  - 第4巻（2009年11月25日初版発行）ISBN 978-4-86127-674-3
  - 第5巻（2010年12月25日初版発行）ISBN 978-4-86127-795-5
  - 第6巻（2012年5月25日初版発行）ISBN 978-4-86127-994-2
- 猫ラーメン物語 子猫のトーマス
  - 2012年7月29日初版発行 ISBN 978-4-8000-0024-8
- 猫ラーメンSPECIAL
  - （猫ラーメン 描き下ろし新作も収録した廉価版）
  - 2007年12月10日初版発行 ISBN 978-4-8612-7463-3
- 猫ラーメン THE MOVIE 〜猫ラーメン番外編〜
  - 2008年11月25日初版発行 ISBN 978-4-86127-554-8

## 猫探偵
『猫ラーメン』の連載が終了した後の2012年7月号から2014年4月号まで連載された動物ミステリー漫画。現在2冊出ている。